# Julia Campbell
Julia Campbell (Huntsville, Alabama; 12 de marzo de 1962) es una actriz estadounidense, más conocida por su papel como Christie Masters-Christianson en la película Romy and Michele's High School Reunion.

## Carrera
Tuvo un papel estelar en la película, Tillamook Treasure (2006), donde interpretó a Kathryn Kimbell.
Ha tenido papeles recurrentes en Still Standing, Martial Law, y Herman's Head, y papeles de estrella invitada en Ally McBeal, Seinfeld ("The Frogger" episode), Friends, House M.D, The Mentalist, The Practice, The Pretender, y Dexter. Algunos de sus primeros papeles notables fueron en las telenovelas diurnas Ryan's Hope y Santa Barbara y la comedia Livin' Large.
En 2009 interpretó a Mary Campbell en el episodio "Trust and Blood" del drama Heroes de NBC.

## Vida personal
Estuvo casada con Bernard White. Está casada con el actor Jay Karnes. Apareció en el último episodio de la serie The Shield, en el papel de una abogada.

## Filmografía

### Películas
| Año  | Título                                                   | Personaje                         | Notas                        |
| ---- | -------------------------------------------------------- | --------------------------------- | ---------------------------- |
| 1986 | The Eleventh Commandment                                 | Felicia                           |                              |
| 1987 | Body Count                                               |                                   |                              |
| 1990 | Opportunity Knocks                                       | Dr. Annie Malkin                  |                              |
| 1990 | Johnny Ryan                                              | Eve Manion                        | TV movie.                    |
| 1991 | Livin' Large!                                            | Missy Carnes                      |                              |
| 1992 | Ned Blessing: The True Story of My Life                  | Jilly Blue                        | TV movies.                   |
| 1992 | The Witches of Eastwick                                  | Jane Hollis                       | TV movies.                   |
| 1994 | Twilight Zone: Rod Serling's Lost Classics               | Maureen                           | Segment "Where the Dead Are" |
| 1994 | The Adventures of Young Indiana Jones: Hollywood Follies | Kitty                             | TV movie.                    |
| 1997 | Romy and Michele's High School Reunion                   | Christy Masters                   |                              |
| 1998 | Rough Draft                                              | Juliette                          |                              |
| 1998 | Legion of Fire: Killer Ants!                             | Laura Sills                       | TV movies.                   |
| 1998 | Poodle Springs                                           | Miriam 'Muffy' Blackstone-Nichols | TV movies.                   |
| 1999 | A Slight Case of Murder                                  | Patricia Stapelli                 | TV movies.                   |
| 2000 | Hey Neighbor                                             | Barbara                           | TV movies.                   |
| 2000 | Bounce                                                   | Sue                               |                              |
| 2001 | Thank Heaven                                             | Victoria Brady                    |                              |
| 2002 | The Funkhousers                                          | Mom                               | TV movie.                    |
| 2005 | Kicking & Screaming                                      | Janet Davidson                    |                              |
| 2006 | The Tillamook Treasure                                   | Kathryn Kimbell                   |                              |
| 2023 | Jesus Revolution                                         | Kay                               |                              |

### Televisión
| Año                   | Título                         | Personajes          | Notas                                                                          |
| --------------------- | ------------------------------ | ------------------- | ------------------------------------------------------------------------------ |
| 1984                  | Ryan's Hope                    | Katie Thompson      | 5 episodes 1984-1985                                                           |
| 1986                  | Santa Barbara                  | Courtney Capwell    | 2 episodes                                                                     |
| 1987                  | Werewolf                       | Sally               | Ep: Running with the Pack                                                      |
| 1987                  | Women in Prison                | Vicki Springer      | 13 episodes 1987-1988                                                          |
| 1989                  | Knight & Daye                  | Janet Glickman      | Ep: Pilot Ep: New York! New York? Ep: Goodbye, Mr. Scrimshaw                   |
| 1992                  | Herman's Head                  | Elizabeth           | 5 episodes                                                                     |
| 1993                  | Cutters                        | Lynn                |                                                                                |
| 1993                  | Murder, She Wrote              | Sharon Baskin       | Ep: A Virtual Murder                                                           |
| 1994                  | Blue Skies                     | Ellie               |                                                                                |
| 1995                  | A Whole New Ballgame           | Meg O'Donnell       | 7 episodes                                                                     |
| 1995                  | Party of Five                  | Monica              | Ep: Best Laid Plans                                                            |
| 1996                  | Champs                         | Doris               | 6 episodes                                                                     |
| 1996                  | Men Behaving Badly             | Cherie Miller       | Ep: The Bed Ep: Jamie's in Love                                                |
| 1998                  | Seinfeld                       | Lisi                | Ep: The Frogger                                                                |
| 1998                  | The Practice                   | A.D.A. Fields       | Ep: Reasons to Believe                                                         |
| 1998                  | The Pretender                  | Kristi Kincaid      | Ep: Someone to Trust                                                           |
| 1999                  | Martial Law                    | Melanie George      | Ep: Extreme Measures Ep: Captive Hearts Ep: Nitro Man Ep: Requiem Ep: End Game |
| 1999                  | Oh, Grow Up                    | Julie Sheffield     |                                                                                |
| 2000                  | Bull                           | Dr. Mary Parker     | Ep: To Have and to Hold                                                        |
| 2000                  | Friends                        | Whitney             | Ep: The One with the Engagement Picture                                        |
| 2001                  | Judging Amy                    | Calla Hawkins       | Ep: Hold on Tight                                                              |
| 2001                  | Reba                           | Caroline            | Ep: You Make Me Sick                                                           |
| 2002                  | Rose Red                       | Ellen Rimbauer      | TV miniseries                                                                  |
| 2002                  | Ally McBeal                    | Ms. Bridgeman       | Ep: The New Day                                                                |
| 2003                  | Crossing Jordan                | Maddy Whitford      | Ep: Fire and Ice                                                               |
| 2004                  | Still Standing                 | Shelly              | Ep: Still Neighbors Ep: Still Fast Ep: Still Using                             |
| 2005                  | Still Standing                 | Shelly              |                                                                                |
| Malcolm in the Middle | Donna                          | Ep: Mrs. Tri-County |                                                                                |
| 2006                  | Two and a Half Men             | Francine            | Ep: And the Plot Moistens                                                      |
| 2006                  | 3 lbs.                         | Roberta Mack        | Ep: Lost for Words                                                             |
| 2007                  | Desperate Housewives           | Muriel              | Ep: Now You Know                                                               |
| 2007                  | Pushing Daisies                | Emma Newsome        | Ep: Corpsicle                                                                  |
| 2008                  | In treatment                   | Olivia              | Ep: Sophie: Week Five Ep: Sophie: Week Eight                                   |
| 2009                  | Scrubs                         | Mrs. Fremont        | Ep: My ABC's                                                                   |
| 2009                  | Heroes                         | Mary Campbell       | Ep: Trust and Blood                                                            |
| 2009                  | Big Love                       | Vicky Nabors        | Ep: Come, Ye Saints                                                            |
| 2009                  | House M.D.                     | Melanie             | Ep: The Softer Side                                                            |
| 2009                  | Hawthorne                      | Beth Johnson        | Ep: The Sense of Belonging                                                     |
| 2009                  | The Cleaner                    | Marcia Fisher       | Ep: Path of Least Resistance                                                   |
| 2009                  | The Mentalist                  | Nina Hodge          | Ep: Red Menace                                                                 |
| 2009                  | Dexter                         | Sally Mitchell      | 5 episodes                                                                     |
| 2010                  | CSI: Crime Scene Investigation | Janet Marsh         | Ep: Lost & Found                                                               |
| 2010                  | No Ordinary Family             | Nina Claremont      | Ep: No Ordinary Marriage                                                       |
| 2010                  | Lie to Me                      | Carol Ashlen        | Ep: Beyond Belief                                                              |
| 2011                  | CSI: Miami                     | Gretchen Cambridge  | Ep: Stiff                                                                      |
| 2011                  | Criminal Minds                 | Martha Slade        | Ep: Painless                                                                   |
| 2012                  | Austin & Ally                  | Penny Dawson        | Ep: Backups & Breakups                                                         |